# Tiomersal
Tiomersal – metaloorganiczny związek chemiczny, sól sodowa kwasu etylortęciotiosalicylowego, odznaczający się znaczną toksycznością. Substancja konserwująca używana w starszych typach szczepionek, w niektórych maściach i innych postaciach leku. Ponadto w recepturze aptecznej jako konserwant leków okulistycznych. Bardzo rzadko jako lek przeciwgrzybiczy w dermatologii.
Tiomersal szybko i dobrze wchłania się po podaniu. Jest metabolizowany do etylortęci i kwasu tiosalicylowego, które następnie podlegają dalszym przemianom (ważne znaczenie ma tworzenie kompleksu z cysteiną) i wydaleniu. Etylortęć, w przeciwieństwie do bardziej szkodliwej dimetylortęci, nie wykazuje skłonności do bioakumulacji w organizmie człowieka. Jony rtęciowe Hg2+
, powstałe w wyniku częściowego metabolizmu etylortęci, pozostają w organizmie znacznie dłużej; czas całkowitej eliminacji z organizmu wynosi ok. 120 dni. W tym czasie jony te mogą być m.in. metylowane i podlegać innym przemianom w znacznie bardziej toksyczne związki, np. metylortęć.
W jednym z badań przeprowadzonych w Norwegii wykazano występowanie alergii na tiomersal u 1,9% populacji w testach płatkowych, natomiast w badaniu w Niemczech stwierdzono uczulenie kontaktowe wśród 6,6% badanej populacji. Związek ten wzbudza kontrowersje z powodu podejrzeń o przyczynianie się do rozwoju autyzmu, jednak nie znajduje to potwierdzenia w żadnych badaniach naukowych.